# Medina (Misamis Oriental)
Medina (Bayan ng Medina) är en kommun i Filippinerna. Kommunen ligger på ön Mindanao, och tillhör provinsen Misamis Oriental. Folkmängden uppgår till 25 810 invånare.

## Barangayer
Medina är indelat i 19 barangayer.
| - Bangbang - Bulwa - Cabug - Dig-aguyan - Duka - Gasa - Maanas - Mananum Bag-o - Mananum Daan - North Poblacion | - Pahindong - Portulin - San Isidro - San Jose - San Roque - San Vicente - South Poblacion - Tambagan - Tup-on |